# Vers-sous-Sellières
Vers-sous-Sellières è un comune francese di 225 abitanti situato nel dipartimento del Giura nella regione della Borgogna-Franca Contea.

## Società

### Evoluzione demografica
Abitanti censiti